# Нуфенен
Нуфенен (нем. Nufenen GR) — деревня и бывшая коммуна в Швейцарии, в кантоне Граубюнден. 
До 2018 года имела статус отдельной коммуны. 1 января 2019 года была объединена с коммунами Хинтеррайн и Шплюген в новую коммуну Райнвальд.
Входит в состав региона Виамала (до 2015 года входила в округ Хинтеррайн).
Население составляет 157 человек (на 31 декабря 2006 года). Официальный код  —  3697.